# 羅斯提·喬伊納
羅斯提·喬伊納（英語：Rusty Joiner，本名Jason Russell "Rusty" Joiner，1972年12月11日—）是一名美國男性時裝模特兒、健身模特兒和演員。

## 早年
喬伊納出生於美國阿拉巴馬州的蒙哥馬利，在佐治亞州的亞特蘭大長大，曾在佐治亞南方大學就讀，他在那裡是一名成功的運動員、啦啦隊隊員和體操運動員，已有四年。他也是一名前健身教練。

## 外部連結
- 官方网站
- 羅斯提·喬伊納在互联网电影资料库（IMDb）上的資料（英文）
- Profile and gallery in DNA Magazine